# Enrico Vella
Enrico Vella (Genova, 18 settembre 1957) è un dirigente sportivo, allenatore di calcio ed ex calciatore italiano, di ruolo centrocampista.
Era soprannominato Churruka.

## Carriera

### Giocatore
È cresciuto nel Genoa, per poi passare nel 1976 nel Sestri Levante in Serie D.

Vella in azione alla Sanremese nella stagione 1979-1980

Dal 1977 al 1980 ottiene due promozioni, approfittando di un ripescaggio e vincendo un campionato con la Sanremese disputando la Serie D, la Serie C2 e la Serie C1. In seguito passa alla Sampdoria, con la quale disputa il campionato di Serie B.
L'anno successivo passa, sempre in Serie B, al Catania e nel 1982 alla Lazio con la quale, dopo la promozione in Serie A, debutta anche nel massimo campionato.
Nell'ottobre 1983 viene acquistato quindi dall'Atalanta, con la quale ottiene una promozione in A disputando in tutto due stagioni.
Dopo 59 presenze e 7 reti con l'Atalanta, nel luglio del 1985 passa al Palermo, salvo poi rinunciare a causa di un disturbo cardiaco. Dopo aver sostenuto le visite mediche, infatti, parte per le vacanze dove riceve una telefonata che lo informa di dover sostenere accertamenti clinici. Così il 17 luglio torna a Palermo dove gli viene riscontrata un'aritmia ventricolare, che non gli può permettere di giocare più a calcio. L'Atalanta decide allora di farlo controllare nuovamente, stavolta a Trento, dove viene sottoposto a una cura a base di betabloccanti, che lo fanno guarire ottenendo, a novembre, l'idoneità a giocare. Tornato al Palermo, scopre che il suo contratto con la società rosanero è nullo in quanto il calciatore non era stato assicurato da nessuna società; torna quindi a Bergamo, collezionando altre 7 presenze in maglia nerazzurra.
Conclude la sua carriera di giocatore professionista nell'Arezzo, per proseguire la sua attività nelle categorie regionali.

### Allenatore e dirigente
Una volta appesi gli scarpini al chiodo, Vella siede sulle panchine di varie squadre di categorie regionali. Dal 2005 è in forza alla Cairese come allenatore: per due stagioni è alla guida della prima squadra, mentre la stagione successiva allena le squadre Allievi e Giovanissimi regionali, oltre a diventare anche responsabile tecnico dell'intero settore giovanile. Nel giugno del 2012 torna di nuovo ad allenare la prima squadra della Cairese, dopo aver trascorso cinque anni nelle giovanili del club; nel febbraio del 2014 viene però sollevato dall'incarico.
La successiva esperienza in panchina la vive con la Carcarese, per poi ricoprire il ruolo di direttore tecnico delle giovanili della Sanremese. Torna in panchina allenando in più periodi la rediviva Sanremo '80, della quale diventerà successivamente direttore generale. Dopo aver curato la scuola calcio dell'Argentina Arma, ricopre anche il ruolo di responsabile del vivaio della Carlin's Boys ed allenatore di alcune squadre giovanili.

## Palmarès

### Giocatore
- Campionato italiano Serie C2: 1

Sanremese: 1978-1979 (girone A)
- Campionato italiano di Serie B: 2

Genoa: 1975-1976
Atalanta: 1983-1984